# Diodo láser

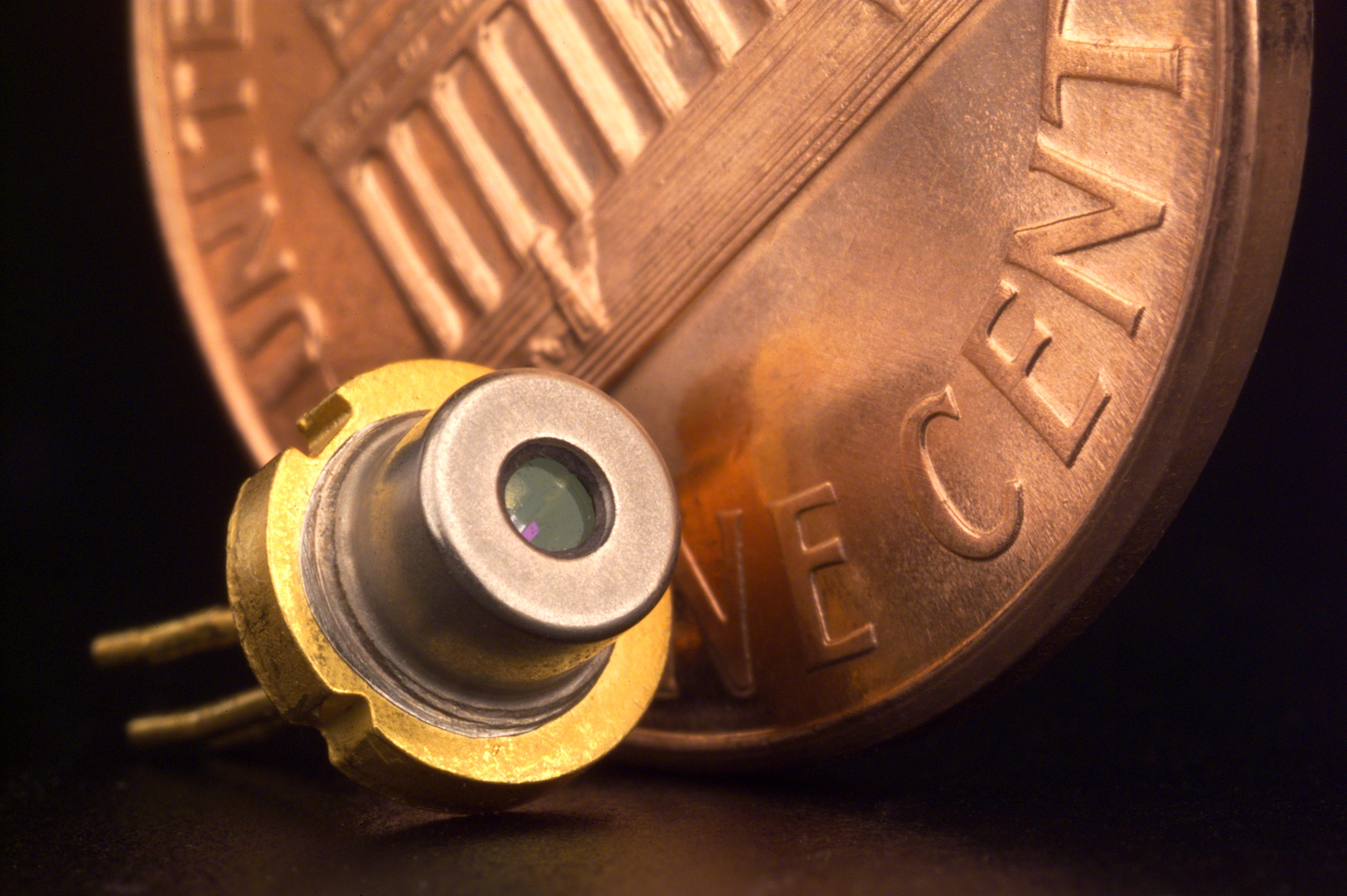
Un diodo láser empaquetado. Atrás, una moneda de un centavo estadounidense como referencia de escala.

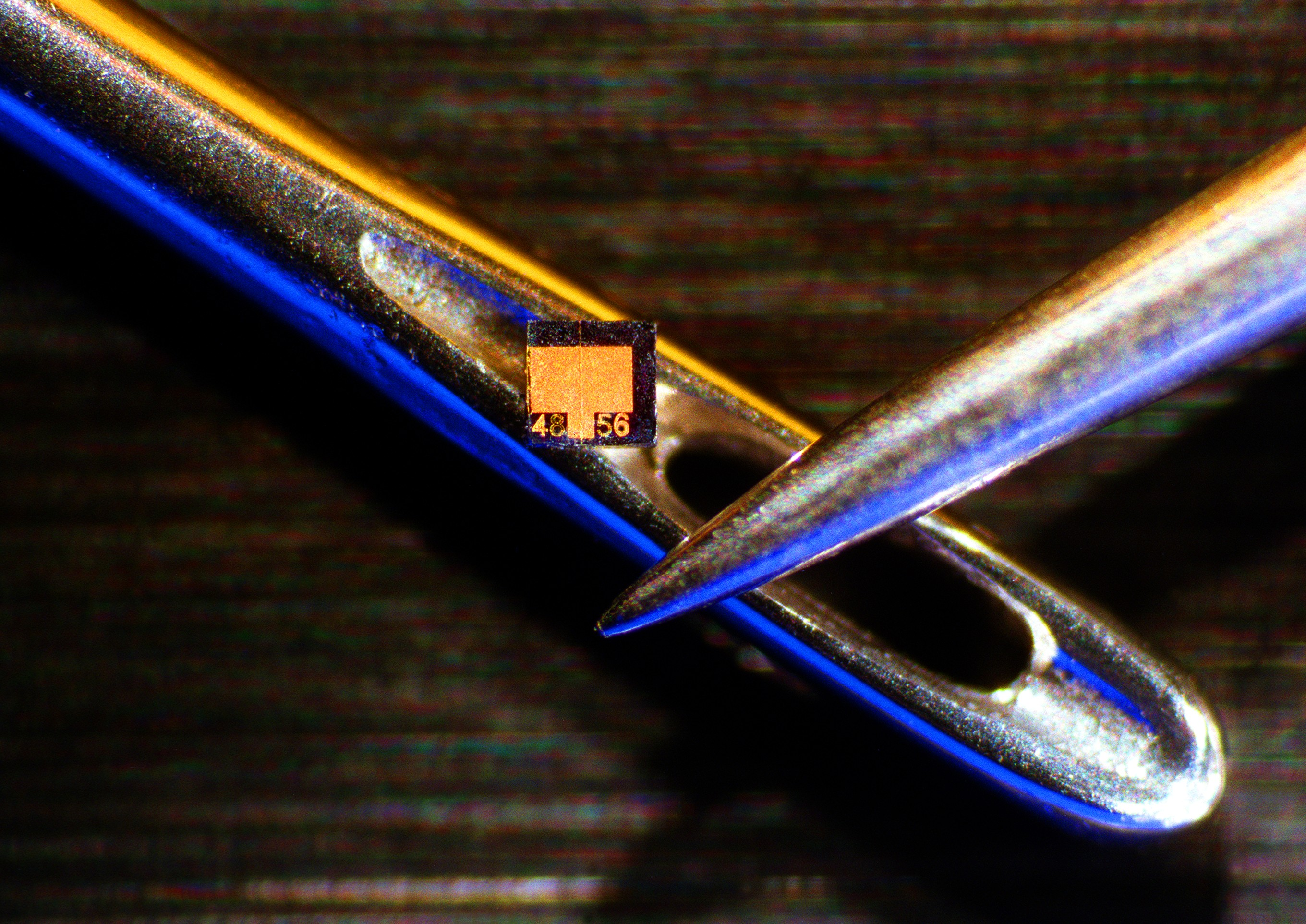
Imagen de un chip del diodo láser contenido en el paquete mostrado en la imagen superior. Se muestra en el ojo de una aguja que sirve de referencia de escala.

Un diodo láser (DL) es un dispositivo semiconductor similar a un led pero que bajo las condiciones adecuadas emite luz láser.

## Visión general

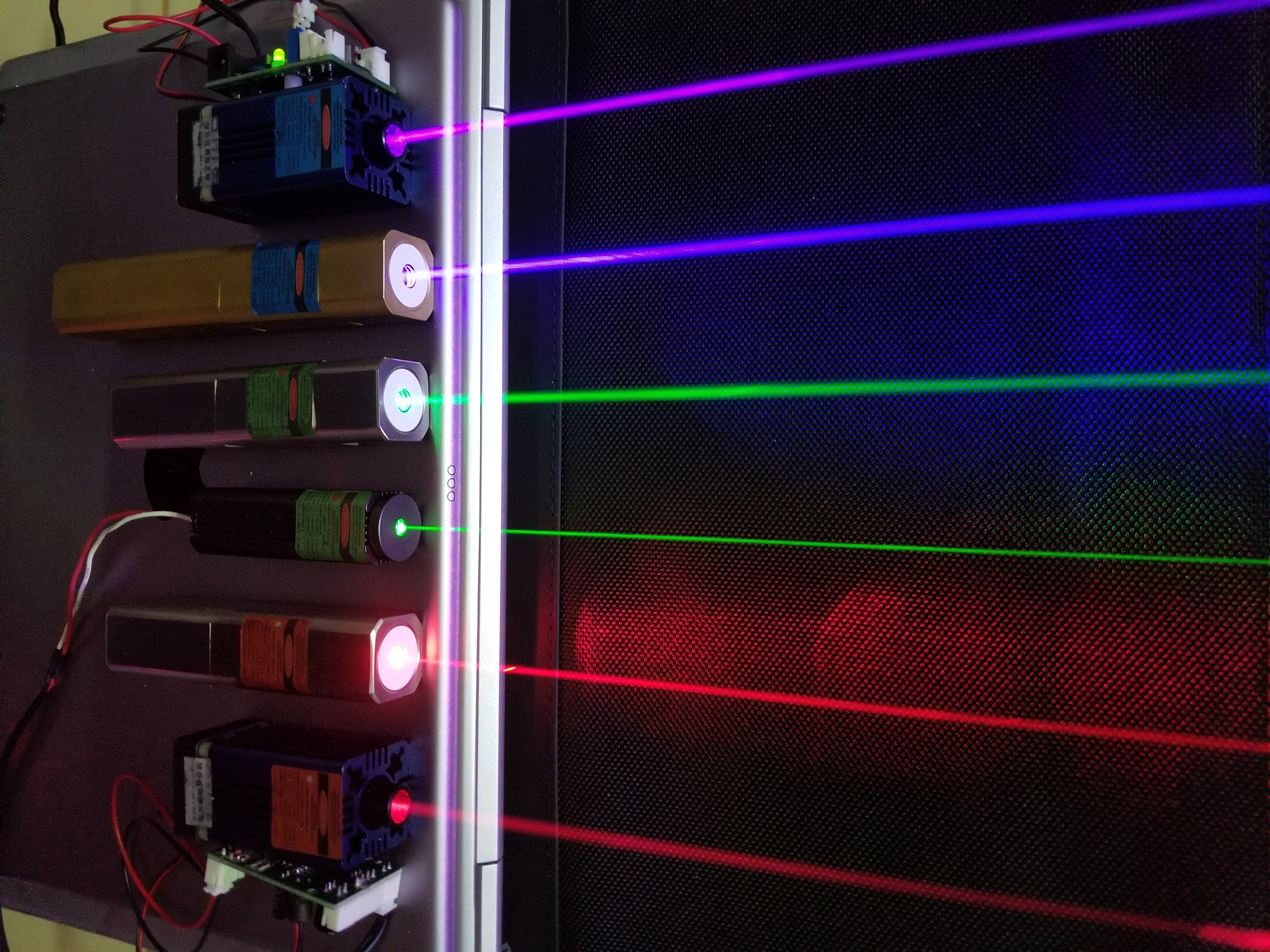
Diodo láser.

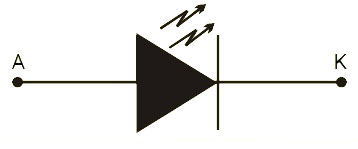
Símbolo del diodo láser.

Cuando un diodo convencional o led se polariza en directa, los huecos de la zona p se mueven hacia la zona n y los electrones de la zona n hacia la zona p; ambos desplazamientos de cargas constituyen la corriente que circula por el diodo. Si los electrones y huecos están en la misma región, pueden recombinarse cayendo el electrón al hueco y emitiendo un fotón con la energía correspondiente a la banda prohibida (véase semiconductor).
Esta emisión espontánea se produce normalmente en los diodos semiconductores, pero solo es visible en algunos de ellos (como los Ledes), que tienen una disposición constructiva especial con el propósito de evitar que la radiación sea reabsorbida por el material circundante, y habitualmente una energía de la banda prohibida coincidente con la correspondiente al espectro visible; en otros diodos, la energía se libera principalmente en forma de calor, radiación infrarroja o radiación ultravioleta. En condiciones apropiadas, el electrón y el hueco pueden coexistir un breve tiempo, del orden de nanosegundos, antes de recombinarse, de forma que si un fotón con la energía apropiada pasa por casualidad por allí durante ese periodo, se producirá la emisión estimulada (véase láser), es decir, al producirse la recombinación el fotón emitido tendrá igual frecuencia, polarización y fase que el primer fotón.
En los diodos láser, para favorecer la emisión estimulada y generación de luz láser, el cristal semiconductor del diodo puede tener la forma de una lámina delgada con un lado totalmente reflectante y otro solo reflectante de forma parcial (aunque muy reflectante también), lográndose así una unión PN de grandes dimensiones con las caras exteriores perfectamente paralelas y reflectantes. Es importante aclarar que las dimensiones de la unión PN guardan una estrecha relación con la longitud de onda a emitir.
Este conjunto forma una guía de onda similar a un resonador de tipo Fabry-Perot. En ella, los fotones emitidos en la dirección adecuada se reflejarán repetidamente en dichas caras reflectantes (en una totalmente y en la otra solo parcialmente), lo que ayuda a su vez a la emisión de más fotones estimulados dentro del material semiconductor y consiguientemente a que se amplifique la luz (mientras dure el bombeo derivado de la circulación de corriente por el diodo). Parte de estos fotones saldrán del diodo láser a través de la cara parcialmente transparente (la que es solo reflectante de forma parcial). Este proceso da lugar a que el diodo emita luz, que al ser coherente en su mayor parte (debido a la emisión estimulada), posee una gran pureza espectral. Por tanto, como la luz emitida por este tipo de diodos es de tipo láser, a estos diodos se los conoce por el mismo nombre.

### Características
- Luz sincronizada.
- Luz con misma frecuencia y fase.

#### Aplicaciones
- Comunicaciones de datos por fibra óptica.
- Lectores de CD, DVD, Blu-rays, HD DVD, entre otros.
- Interconexiones ópticas entre circuitos integrados.
- Impresoras láser.
- Escáneres o digitalizadores.
- Sensores.
- Tratamiento con láser odontológico.
- Depilación corporal.
- Pantalla láser.
- Odontología.
- Oftalmología.

#### Ventajas y desventajas

##### Ventajas
- Son muy eficientes.
- Son muy fiables.
- Tienen tiempos medios de vida muy largos.
- Son económicos.
- Permiten la modulación directa de la radiación emitida, pudiéndose modular a décimas de Gigahercio.
- Su volumen y peso son pequeños.
- El umbral de corriente que necesitan para funcionar es relativamente bajo.
- Su consumo de energía es reducido (comparado con otras fuentes de luz).
- El ancho de banda de su espectro de emisión es angosto (puede llegar a ser de solo algunos kHz).

##### Desventajas
- Una baja potencia a consecuencia de las bandas de energía ocupadas por los electrones.
- Una alta sensibilidad a los cambios de temperatura.
- Alto calentamiento al pasar corriente sobre el material diodo.
- Poca colimación en el haz obtenido.

A pesar de las desventajas, el láser de semiconductores es el segundo más vendido después del láser He-Ne por sus usos en computadoras, impresoras, medios de comunicación, tratamientos médicos, etc.

## Una clase especial: VCSEL (Vertical cavity surface emitting laser)
Los VCSEL (vertical-cavity surface-emitting lasers) son láseres de semiconductor en los que la luz se propaga perpendicularmente al plano de la región activa. Algunas de sus características más interesantes son: consumir poca potencia, poder operar en un solo modo longitudinal, emitir un haz circular que hace más fácil su acoplamiento a fibra, baja corriente umbral y fabricación barata. Por otra parte, debido a su pequeño tamaño y a su estructura vertical pueden realizarse agrupaciones bidimensionales de láseres. Se ha conseguido incluso producir en masa VCSELs de tamaño reducido, lo que los ha convertido en la fuente de luz más adecuada para los sistemas de comunicaciones a corta distancia a través de fibra óptica. Por otra parte, el reducido tamaño de estos láseres hace necesaria la existencia de espejos de alta reflectividad para poder generar la emisión láser. Por todas estas razones, los VCSELs son una opción atractiva en el mercado de las comunicaciones ópticas, pudiendo también ser empleados en lectores de códigos de barras, impresoras, ratones, etc. Los VCSELs también son dispositivos interesantes en el campo del procesamiento todo–óptico de señales para su uso como regeneradores e inversores todo–ópticos, dispositivos biestables (“flip–flop”) todo–ópticos y memorias ópticas. Este tipo de dispositivos se basan en el comportamiento óptico biestable, que puede conseguirse mediante la inyección óptica en láseres de semiconductor.